# Zofia Batycka
Zofia Maria Batycka (22 de agosto de 1907 – 6 de abril de 1989) fue una modelo y actriz polaca que nació en Lesko y murió en Los Ángeles. Ganó el título de Miss Polonia 1930 y Miss Paramount 1931.

## Filmografía
- 1929 – Szlakiem hańby
- 1929 – Grzeszna miłość
- 1930 – Dusze w niewoli
- 1930 – Moralność Pani Dulskiej
- 1931 – Kobieta, która się śmieje
- 1931 – Dziesięciu z Pawiaka